# Сага о Хаконе Широкоплечем
«Сага о Хаконе Широкоплечем» (исл. Hákonar saga herðibreiðs) — произведение средневековой исландской литературы, созданное в XIII веке. Одна из «королевских саг», вошедших в сборник «Круг Земной», который традиционно приписывают Снорри Стурлусону.
Сага рассказывает о короле Норвегии Хаконе II Широкоплечем, правившем в 1157—1162 годах, в эпоху гражданских войн. Он унаследовал престол после смерти своего дяди Эйстейна II. Главный конкурент Хакона, Инге I Горбун, потерпел поражение и погиб, но его сторонники провозгласили нового короля — 5-летнего Магнуса Эрлингссона, за которого правил его отец Эрлинг Кривой. В битве при Секкене Хакон был смертельно ранен.
Автор саги использовал в своей работе более ранние произведения того же жанра — «Красивую кожу», «Обзор саг о норвежских конунгах». Кроме того, его источниками были скальдические стихи, которые он вставлял в текст.